# Brownsk rörelse

Ett exempel på simulering av Brownsk rörelse i två dimensioner.

Brownsk rörelse, slumpvandring eller random walk är den slumpmässiga rörelse som främst kan iakttas hos mycket små partiklar som svävar i en fluid (fysikaliskt begrepp som motsvarar vätska eller gas). De första studierna av det som idag kallas Brownsk rörelse företogs av biologen och botanikern Robert Brown 1827; den förste som lyckades förklara fenomenet var Albert Einstein 1905. 
Rörelserna hos partiklarna är slumpmässiga och har en fraktal karaktär. Om man mäter en partikels position med jämna mellanrum har rörelsen samma sick-sack-utseende oberoende av med vilket tidsintervall mätningen görs. 
Rörelsen uppkommer hos partiklar som är så små att det finns en markant sannolikhet för att mycket färre molekyler från omgivningen stöter emot partikelns ena sida, än på motsatt sida. Resultatet blir att partikeln får en "knuff" i riktning mot det lägre antalet molekyler. Denna förklaring av den Brownska rörelsen blev det som slutligen fick forskarvärlden att acceptera atomteorin i dess moderna tappning.

## Historik
Jan Ingenhousz hade visserligen år 1765 observerat att kolpartiklar i alkohol rör sig slumpmässigt, men Robert Brown räknas ändå som den Brownska rörelsens upptäckare. 1827 iakttog han att pollen som var suspenderade (uppslammade) i vatten rörde sig på ett kaotiskt sätt. Den rådande teorin var att partiklarna var "primitiva levande molekyler", men då han fann att fenomenet även kunde ses vid tester med icke-organiska ämnen så övergavs så småningom den förklaringen. Ett första steg mot en modernt accepterad förklaring dröjde till 1877 då Delasaux hävdade att partiklarnas oregelbundna rörelser orsakades av kollisioner med snabba vätskemolekyler. Senare visar Guoy att effektens storlek, det vill säga hur långt en partikel rör sig mellan två riktningsändringar, beror på vätskans viskositet och temperatur. 
Thorvald N. Thiele blev 1880 den första att studera matematiken bakom Brownsk rörelse i en uppsats om minsta kvadrat-metoden. Oberoende av hans arbete studerade Louis Bachelier samma sak i sin doktorsavhandling Théorie de la spéculation ("Teori om spekulation"), som egentligen behandlade stokastisk analys av aktie- och optionsmarknaden.
1905 blev Einstein den som lyckades förklara den Brownska rörelsen. Tillsammans med Marian Smoluchowski visade han att den kinetiska teorin för vätskemolekyler liknade den kinetiska teorin för gasmolekyler, och att partiklarnas diffusion lydde samma lagar som den omgivande vätskan.
The Svedberg gjorde viktiga experiment med Brownsk rörelse i kolloider och Felix Ehrenshaft visade att även silverpartiklar i luft betedde sig på samma sätt. Jean Perrin gjorde experiment som bekräftade de nya matematiska modellerna, och hans resultat avslutade slutligen den 2000 år gamla debatten angående atomteorin.
Ungefär 40 år senare visades att en Brownsk rörelse har fraktal dimension (även kallad Hausdorffdimension) 2. Det är alltså nästan säkert att en partikel som bara rör sig i ett tvådimensionellt plan kommer att återvända till utgångspunkten någon gång. (Att det är nästan säkert betyder att sannolikheten för att partikeln inte ska passera en given punkt – exempelvis en punkt den har befunnit sig i förut – går mot noll då tiden går mot oändligheten).

## Fysikalisk beskrivning
Einstein visade att den genomsnittliga sträckan {\displaystyle \lambda _{x}\,} en partikel förflyttar sig under tiden {\displaystyle t\,} i en vätska med diffusionskonstant {\displaystyle D\,} ges av 
{\displaystyle \lambda _{x}={\sqrt {2Dt}}}
Den klassiska termodynamikens lagar säger vidare att 
{\displaystyle D={RT \over 6\pi \eta rN_{A}}}
där de storheter som ingår är allmänna gaskonstanten {\displaystyle (R)\,}, temperaturen {\displaystyle (T)\,}, vätskans viskositet {\displaystyle (\eta )\,}, Avogadros tal {\displaystyle (N_{A})\,} och partikelns radie {\displaystyle (r)\,}. Detta ger en möjlighet att beräkna ett närmevärde av Avogadros tal, vilket också gjordes ett par år efter Einsteins beräkningar.
Under vissa förhållanden – mycket låga temperaturer – gäller inte ovanstående samband för {\displaystyle D\,}, då det inte tar hänsyn till den nollpunktsrörelse hos vätskans partiklar som Heisenbergs osäkerhetsprincip kräver.

## Matematisk modell
Brownsk rörelse modelleras med hjälp av den stokastiska Wienerprocessen (som inom matematiken även brukar kallas Brownsk rörelse).
Den baserar sig på att sannolikheten för att en partikel som vid tiden t befinner sig i punkten (x, y, z) får en slumpmässig hastighet i någon riktning, och där denna slumphastighet beskrivs av en normalfördelning. I varje riktning (vi kan anta x-riktningen) har denna normalfördelning ett medelvärde {\displaystyle \mu _{x}\,} och en varians {\displaystyle {\frac {\sigma ^{2}}{\sqrt {3}}}}. Vektorn {\displaystyle (\mu _{x},\mu _{y},\mu _{z})\,} kallas drifthastigheten, och kan exempelvis orsakas av gravitationen eller strömmar i vätskan.

### Formell definition av Brownsk rörelse
En stokastisk process {\displaystyle \{X(t),t\geq 0\}} kallas för en Brownsk rörelse (eller Weiner process) om
1. {\displaystyle X(0)=0};
2. {\displaystyle \{X(t),t\geq 0\}} har stationära och oberoende inkrement;
3. för alla {\displaystyle t>0} så är {\displaystyle X(t)} normalfördelad med väntevärdet 0 och variansen {\displaystyle \sigma ^{2}t}.

### Standardiserad Brownsk rörelse
I de fall då {\displaystyle \sigma =1} kallas rörelsen för en standardiserad Brownsk rörelse. Man inser att alla Brownska rörelser kan reduceras till en standardiserad sådan genom substitutionen {\displaystyle B(t)=X(t)/\sigma }.